# Асафьев, Борис Владимирович
Бори́с Влади́мирович Аса́фьев (литературный псевдоним — И́горь Гле́бов; 17 [29] июля 1884, Санкт-Петербург — 27 января 1949[…], Москва) — русский и советский композитор, музыковед, музыкальный критик, педагог, общественный деятель, публицист. Академик АН СССР (1943). Народный артист СССР (1946). Лауреат двух Сталинских премий. Один из основоположников советского музыковедения.

## Биография
Родился 17 (29) июля 1884 года в Санкт-Петербурге, в семье чиновника. Отец, отличавшийся строгим характером, систематически пил. Добрая, знающая, ласковая мать подрабатывала шитьём. Жили в нужде.
Музыкой Борис занимался с детства, преимущественно самоучкой (в доме было фортепиано, служившее столом для бабушкиной стряпни). С 12 лет обеспечивая себя самостоятельно, давая частные уроки. Подрабатывающий дежурным в подъезде петербургского Дворянского собрания отец проводил его бесплатно на организуемые там концерты, а сам он, гостя у своего дяди (ночного сторожа Павловского дворца), каждый вечер совершал прогулку на вокзал Павловска, где бесплатно устраивались концерты. Он много читал — русскую классику, русскую историю.
В 1903 году окончил гимназию.
В 1904—1910 годах учился в Санкт-Петербургской консерватории по классу композиции у Н. А. Римского-Корсакова и А. К. Лядова, а с 1903 года — на историко-филологическом факультете Петербургского университета, который окончил в 1908 году. В консерватории познакомился с С. С. Прокофьевым и Н. Я. Мясковским, с которыми много лет поддерживал близкие отношения. Мясковский посвятил Асафьеву Третью симфонию (1914). Большую роль в судьбе Асафьева сыграло знакомство с В. В. Стасовым, через которого он лично узнал М. Горького, И. Репина, А. Глазунова, Ф. Шаляпина.
После окончания консерватории работал концертмейстером балета в Мариинском театре.
Горячо приветствовал Октябрьскую революцию, автор первого советского балета «Карманьола».
С 1918 года — сотрудник музыкального отдела Наркомпроса. С 1919 года — советник по репертуару в Мариинском и Михайловском театре. В том же году совместно с С. М. Ляпуновым организовал отделение истории музыки в Петроградском институте истории искусств, которым руководил до 1930 года, там же был руководителем Высших курсов искусствоведения и аспирантуры. В 1921—1930 годах — художественный руководитель Санкт-Петербургской филармонии.

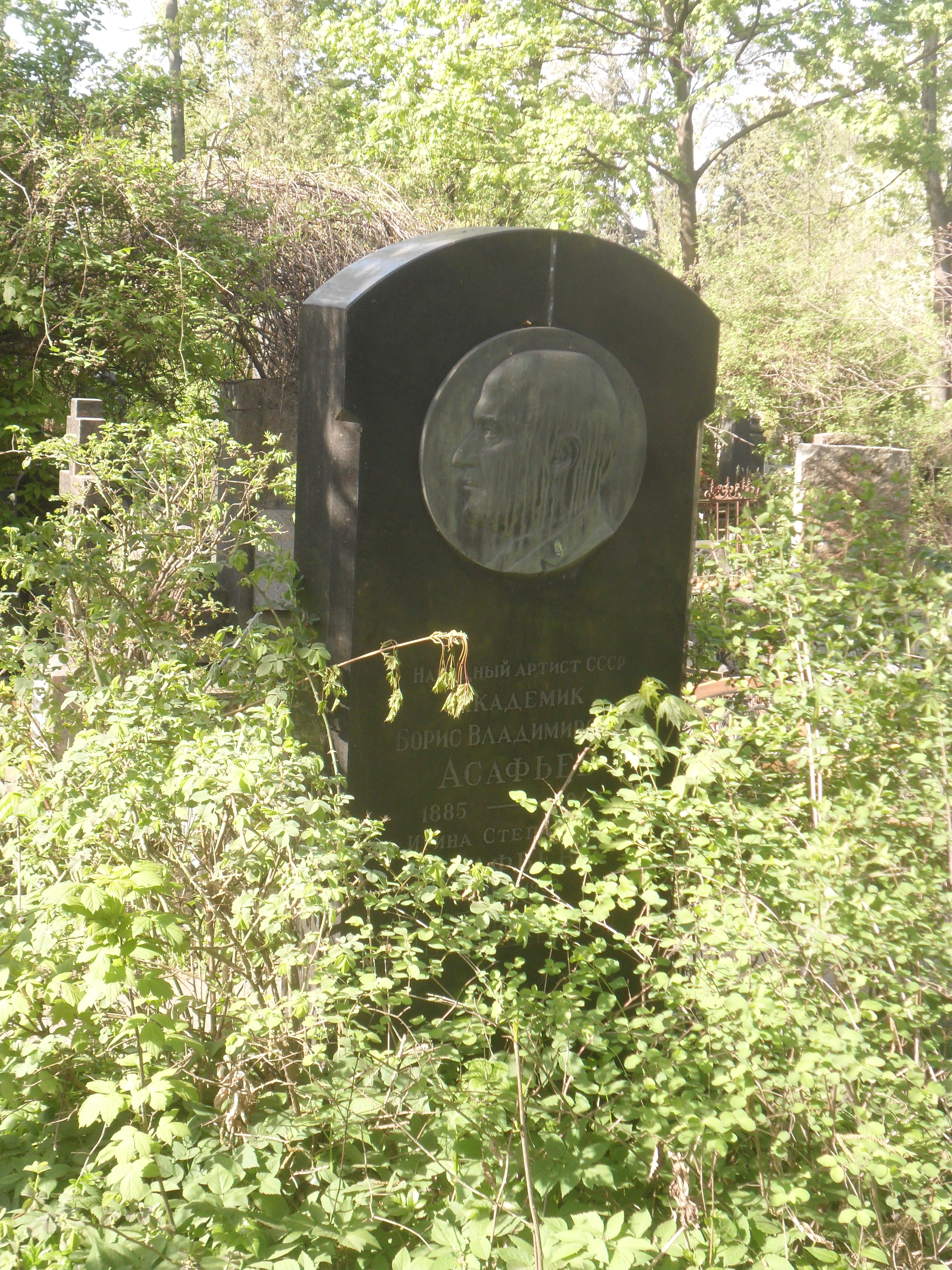
Могила Асафьева на Новодевичьем кладбище Москвы

С 1921 года — педагог по истории и теории музыки Санкт-Петербургской консерватории (с 1925 года — профессор основанного им историко-теоретического отделения консерватории). Принимал участие в кардинальной переработке и унификации её учебных планов, позволившей студентам получать полное общетеоретическое музыкальное образование наряду с занятиями по специальности.
Был одним из основателей в 1926 году Ленинградского отделения Ассоциации современной музыки, продвигавшей новейшие сочинения мировых и советских композиторов. В рамках концертов, организованных отделением, звучали произведения композиторов Новой венской школы, «Шестёрки», а также С. С. Прокофьева (чьим гонителем Асафьев стал впоследствии — см. статью о Прокофьеве) и И. Ф. Стравинского. Активно изучая творчество последнего, в 1929 году написал первую в истории книгу об этом композиторе на русском языке. М. С. Друскин, который при встрече со Стравинским в Берлине в октябре 1931 года обсуждал с ним «Книгу о Стравинском», вспоминает: «Кое с чем он был не согласен, но заметил: „Он хорошо чувствует мою музыку“». Эта книга из библиотеки Стравинского содержит различные примечания и графические пометки самого композитора.
Также оказал значительное влияние на обновление репертуара ленинградских оперных театров. В 1924—1928 годах были поставлены «Саломея» Р. Штрауса, «Воццек» А. Берга, «Прыжок через тень» Э. Кшенека и другие новейшие оперы.
С 1914 года статьи Асафьева (печатавшегося под псевдонимом Игорь Глебов) регулярно появлялись в ведущих музыкальных изданиях того времени — «Музыка», «Музыкальный современник», «Жизнь искусства», «Красная газета». Наиболее продуктивным оказался период 1919—1928 годов, когда Асафьев определил основную сферу своих музыковедческих интересов: русское классическое наследие и музыка современных авторов. В этот период формировались творческие контакты с П. Хиндемитом, А. Шёнбергом, Д. Мийо, А. Онеггером и другими лидерами мирового музыкального авангарда.
В 1930-е годы, после распада Ассоциации современной музыки, переключился на композицию и создал свои самые известные сочинения — балеты «Пламя Парижа» (1932), «Бахчисарайский фонтан» (1933) и «Утраченные иллюзии» (1934), а также симфонические сочинения.
В начале 1940-х он возвратился к исследовательской работе, продолжал трудиться во время блокады Ленинграда.
В 1943 году переехал в Москву, где возглавил научно-исследовательский кабинет при Московской консерватории им. П. И. Чайковского. Был консультантом Большого театра. С 1945 года — заведующий сектором музыки Института истории искусств АН СССР (ныне Государственный институт искусствознания).
Из свидетельств современников известно, что Асафьев планировал начать работу над реконструкцией Симфонии ми-бемоль мажор Чайковского, однако не успел её осуществить. Есть свидетельство и об осуществлении Асафьевым данной реконструкции, которая в силу обстоятельств была утрачена.
В литературном наследии Асафьева свыше 900 печатных работ.
Доктор искусствоведения (1941). Академик Академии наук СССР (1943), единственный академик среди музыкантов.
В 1948 году на 1-м Всесоюзном съезде советских композиторов был избран председателем правления Союза композиторов СССР (1948—1949).
В фантастическом романе «Альтист Данилов» В. П. Орлова упоминаются слова Асафьева:
В конце концов, техника есть умение делать то, что хочется. Но на всякое хотение есть терпение...
Умер 27 января 1949 года в Москве. Похоронен на Новодевичьем кладбище (участок № 3).

## Адреса в Санкт-Петербурге — Петрограде — Ленинграде
- 17.07.1884 — 1897 — доходный дом — Невский проспект, 139;[9]
- 1901—1909 — Невский проспект, 136;
- 1909—1917 — Моховая улица, 10;
- 1921—1926 — улица Желябова, 25, кв. 12;
- 1926—1929 — Театральная площадь, 3;
- 1933—1943 годы — Площадь Труда, 6, кв. 23.

В Москве жил в бывшем доме Анненковых на углу Петровки и Кузнецкого Моста.

## Награды и звания
- Заслуженный деятель искусств РСФСР (1933)
- Народный артист РСФСР (21.02.1938)[10]
- Народный артист СССР (1946)
- Сталинская премия второй степени (1943) — за многолетние выдающиеся достижения[11]
- Сталинская премия первой степени (1948) — за книгу «Глинка»[12]
- Два ордена Ленина (02.08.1944; 10.06.1945)
- Орден Трудового Красного Знамени (21.02.1938) — в связи с 75-летним юбилеем Ленинградской консерватории и за выдающиеся заслуги в области подготовки музыкальных кадров
- Медаль «За доблестный труд в Великой Отечественной войне 1941—1945 гг.»
- Медаль «В память 800-летия Москвы»

## Основные сочинения
11 опер, в том числе:
- «Красная шапочка» (детская, по сказке Ш. Перро, 1906)
- «Золушка» (детская, 1906)
- «Снежная королева» (детская, по сказкам Х. К. Андерсена, 1908, поставлена в Санкт-Петербурге)
- «Казначейша» (по поэме М. Ю. Лермонтова, 1937, Ленинградский клуб моряков им. Пахомова)
- «Минин и Пожарский» (1936, не завершена, отрывки исполнены в 1938)
- «Алтынчеч» («Золотоволосая», 1938, не поставлена)
- «Пир во время чумы» (по А. С. Пушкину, 1940, не поставлена)
- «Гроза» по А. Н. Островскому (1941, в концертном исполнении)
- «Славянская красавица» (1941, не поставлена)
- «Медный всадник» (по А. С. Пушкину, 1942, не поставлена)
- «Алёнушка и братец Иванушка» (детская, 1945, не поставлена)
- 5-е действие к опере «Вражья сила» А. Н. Серова (1947)
- Оперная сцена «Фауст и Мефистофель» (1936)

28 балетов, в том числе:
- «Бабочка» (1909, Мариинский театр)
- «Дар феи» (1910)
- «Белая лилия» (1911)
- «Лукавая Флорента» (1912)
- «Пьерро и маска» (1915, Санкт-Петербург)
- «Карманьола» (1918, Петроград)
- «Сольвейг, или Ледяная дева» (на основе произведений Э. Грига, сценарий В. Романова (1922, Петроград)
- «Пламя Парижа, или Триумф Республики» (1932, Ленинградский театр оперы и балета им. С. Кирова)
- «Бахчисарайский фонтан» (по А. С. Пушкину, 1934, Ленинградский театр оперы и балета им. С. Кирова)
- «Утраченные иллюзии» (по роману О. де Бальзака, 1935, Ленинградский театр оперы и балета им. С. Кирова)
- «Партизанские дни» (1935, Ленинградский театр оперы и балета им. С. Кирова)
- «Кавказский пленник» (по А. С. Пушкину, 1938, Малый оперный театр, Ленинград)
- «Степан Разин» (1938, не окончен)
- «Ночь перед Рождеством» (по Н. В. Гоголю, 1938, Ленинградский театр оперы и балета им. С. Кирова)
- «Радда и Лойко» (по М. Горькому, 1938, Москва, центральный парк культуры и отдыха)
- «Ашик-Кериб» (по М. Ю. Лермонтову, 1939, Малый оперный театр, Ленинград)
- «Граф-Нулин» (по А. С. Пушкину, 1940—1941)
- «Суламифь» (по повести А. И. Куприна, 1941, Свердловск)[13]
- «Гробовщик» (музыкально-хореографический эпизод по А. С. Пушкину, 1943)
- «Леда» (по мотивам русского фольклора, 1943)
- «Барышня-крестьянка» (по А. С. Пушкину, 1945, Большой театр, Москва)
- «Каменный гость» (1943—1945)
- «Франческа да Римини» (по Данте, 1947, Московский музыкальный театр имени К. С. Станиславского и Вл. И. Немировича-Данченко)
- «Милица» (1947, Ленинградский театр оперы и балета им. С. Кирова)
- «Весенняя сказка» (на темы, записанные и не использованные П. И. Чайковским, а также на темы его изд. произведений в инструментовке Асафьева и П. Э. Фельдта, 1947)
- «Снегурочка» (по материалам произведений П. И. Чайковского, не окончен)
- «Иван Болотников» (не окончен)

Оперетта:
- «Карьера Клеретты» (1940)

Оркестровые сочинения, концерты
- 5 симфоний («Памяти Лермонтова» (1938), Из эпохи крестьянских восстаний (1938, не окончена), На тему «Родина» (1938, 2 ред. 1942), симфониетта «Приветственная», посвящённая доблестной Красной Армии (1933, 2 ред. 1942), «Времена года» (1942, не окончена)
- Концерт для фортепиано с оркестром (1939)
- Концерт для гитары и струнного квинтета (1939)
- Концертино для кларнета с оркестром (1939)

Камерные сочинения
- Трио (1935)
- Соната для виолончели и фортепиано (1935)
- Квинтет для духового инструмента (1936)
- Соната для альта соло (1938)
- Соната для трубы и фортепиано (1939)
- Сонатина для гобоя и фортепиано (1939)
- Вариации на тему Моцарта для валторны и фортепиано (1940)
- Струнный квартет (1940)

Сочинения для солистов, хора, оркестра
- Кантата «19 февраля» (к 50-летию освобождения крестьян, 1910)

Сочинения для фортепиано
- Сюита из старинных танцев (изд. 1912)
- Шесть пьес (изд. 1914)
- «Русские пейзажи» (2 тетр., 1938, 1939)
- Три сонатины (1939)
- Цикл пьес «Озёра» (1939)
- Фантазия «Памяти Моцарта» (1941)
- 8 ноктюрнов (1941)

Сочинения для гитары
- 12 прелюдий (10.09.1939)
- 2 этюда (14.09.1939)
- 6 романсов в старом стиле (24.11.1940, ночью)
- Тема (Чайковский) с вариациями и финалом (1939?)
- Прелюдия и вальс (13.09.1939)

Сочинения для виолончели и фортепиано
- «В суровые дни» (Строгие напевы, шесть арий, исп. 1944)

Сочинения для духового инструмента и фортепиано
- Концертино для кларнета (1939)

Сочинения для духового оркестра
- 2 сюиты (1940, 1941)
- Марш (1941)

Сочинения для голоса и фортепиано
- 8 романсов на слова К. Д. Бальмонта, Г. Галиной, А. Н. Майкова (изд. 1909)
- 7 романсов на слова А. К. Толстого (изд. 1912)
- 3 цикла романсов «Одиночество» на слова М. Ю. Лермонтова (изд. 1935, 1939, 1941)
- 3 стихотворения на слова А. С. Пушкина (изд. 1937)
- «В защиту влюблённых», 7 стихотворений на слова А. А. Прокофьева (1939)
- «Из подражания Корану», цикл романсов на слова А. С. Пушкина (1939)
- 2 цикла романсов на слова А. Н. Апухтина (1940)
- 4 цикла романсов на слова Ф. И. Тютчева

Вокальные сочинения
- Хоры а капелла
- Массовые песни
- Инструментировал оперу «Хованщина» М. П. Мусоргского
- Музыка к театральным постановкам («Царь Эдип» Софокла (1918, Театр трагедии под руководством Ю. М. Юрьева, Петроград), «Макбет» У. Шекспира (1918, там же), «Дон Карлос» Ф. Шиллера (1919, Большой драматический театр, Петроград), «Разрушитель Иерусалима» A. Иернефельда (1919, там же), «Венецианский купец» У. Шекспира (1920, там же), «Отелло» У. Шекспира (1920, там же), «Слуга двух господ» К. Гольдони (1921, там же), «Юлий Цезарь» У. Шекспира (1922, там же), «Интервенция» Л. И. Славина (1933, Театр имени Вахтангова, Москва), «Двенадцать месяцев» С. Я. Маршака (1947, МХАТ) и др.

### Композиторская фильмография
- 1946 — «Мастера сцены» (документальный)
- 1959 — «Граф Нулин» (фильм-балет)

## Основные музыковедческие и критические труды

### Отдельные работы, монографии
Выделенные курсивом написаны под настоящим именем, прочие — под псевдонимом Игорь Глебов
- Орестея. Музыкальная трилогия С. И. Танеева (Москва, 1916)
- Романсы С. И. Танеева (Москва, 1916)
- Черты личной преемственности и мимолётность в творчестве композиторов русского романса (Очерк) (Петроград, 1917)
- Пути в будущее (Мелос кн. 2 1918)
- Путеводитель по концертам, вып. I. Словарь наиболее необходимых музыкально-технических обозначений (Петроград, 1919)
- Строение вещества и кристаллизация (формообразования) в музыке 1920 (неопубликованная рукопись)
- Прошлое русской музыки. Материалы и исследования, вып. 1. П. И. Чайковский (Петроград, 1920)
- Русская поэзия в русской музыке (Петроград, 1921)
- Чайковский. Опыт характеристики (Петроград, 1921)
- Скрябин: опыт характеристики (Петроград, 1921)
- Данте и музыка, в сб.: Данте Алигиери. 1321—1921 (Петроград, 1921)
- Римский-Корсаков (Петроград, 1921)
- Чайковский (Петроград, 1921, 2 изд. Петроград-Берлин, 1923)
- Симфонические этюды (Петроград, 1922)
- Манфред (Байрона — Шумана) (Петроград, 1922)
- Письма о русской опере и балете, «Еженедельник петроградских государственных академических театров» № 3-7, 9, 10, 12, 13 (Петроград, 1922)[14]
- Франц Лист: опыт характеристики (Петроград, 1922)
- Инструментальное творчество Чайковского (Петроград, 1922)
- Пётр Ильич Чайковский: его жизнь и творчество (Петроград, 1922)
- Шопен: опыт характеристики (Петроград, 1922)
- Мусоргский: опыт характеристики (Петроград, 1923)
- Увертюра «Руслан и Людмила» Глинки, «Музыкальная летопись», сб. 2 (Петроград, 1923)
- Ценность музыки (De musica 1923)
- Процесс оформления звучащего вещества (De musica 1923)
- Теория музыкально-исторического процесса, как основа музыкально-исторического знания, в сб.: Задачи и методы изучения искусств (Петроград, 1924)
- Глазунов: опыт характеристики (Петроград, 1924)
- Мясковский как симфонист, «Современная музыка» № 3 (Москва, 1924)
- Чайковский. Воспоминания и письма (Петроград, 1924)
- Современное русское музыкознание и его исторические задачи, «De Musiса», вып. 1, (Ленинград, 1925)
- О политональности (Современная музыка № 7 1925)
- Вальс-фантазия Глинки, «Музыкальная летопись», № 3, (Ленинград, 1926)
- Симфонизм как проблема современного музыкознания, в кн.: Беккер П., Симфония от Бетховена до Малера, перевод под редакцией И. Глебова, (Ленинград, 1926)
- Кшенек и Берг как оперные композиторы, «Современная музыка», 1926, № 17-18
- О полифоническом искусстве, об органной культуре и искусстве современности (Ленинград, 1926)
- Бетховен (Ленинград, 1927)
- Казелла (Ленинград, 1927)
- Сергей Прокофьев (Ленинград, 1927)
- Антон Григорьевич Рубинштейн в его музыкальной деятельности и отзывах современников (Москва, 1929)
- Книга о Стравинском (Ленинград, 1929)
- О ближайших задачах социологии музыки, в кн.: Moзер Г. И., Музыка средневекового города, перевод с немецкого, под редакцией И. Глебова (Ленинград, 1927)
- Русская симфоническая музыка за 10 лет, «Музыка и революция», 1927, № 11
- Бытовая музыка после Октября, в сб.: Новая музыка, вып. 1 (V)(Ленинград, 1927)
- Об исследовании русской музыки XVIII века и двух операх Бортнянского, в сб.: Музыка и музыкальный быт старой России (Ленинград, 1927)
- Памятка о Козловском, в сб.: Музыка и музыкальный быт старой России (Ленинград, 1927)
- К восстановлению «Бориса Годунова» Мусоргского (Ленинград, 1927)
- История музыки и музыкальной культуры (важнейшие этапы). Краткий конспект лекций. (Ленинград, 1929)
- Музыкальная форма как процесс (Москва, 1930, переиздана в 1947, 1963 и 1971)
- Русская музыка от начала XIX столетия (Москва, Ленинград, 1930, переиздана в 1968)
- Введение в изучение драматургии Мусоргского, в сб.: Мусоргский, ч. 1. «Борис Годунов». Статьи и материалы (Москва, 1930)
- К. Неф. История западноевропейской музыки, переработанный и дополненный перевод с французского Б. В. Асафьева (Ленинград, 1930, Москва, 1938)
- Музыкально-эстетические воззрения Мусоргского, в сб.: М. П. Мусоргский. К 50-летию со дня смерти. 1881—1931 (Москва, 1932)
- О творчестве Шостаковича и его опере «Леди Макбет», в сб.: «Леди Макбет Мценского уезда» (Ленинград, 1934)
- Мой путь, «СМ», 1934, № 8
- Памяти П. И. Чайковского (Ленинград-Москва, 1940)
- Цикл работ «Мысли и думы» (опубл. частично) (Ленинград, 1941—1943)
- М. И. Глинка: К столетию со дня первого представления оперы «Руслан и Людмила» (1942)
- Через прошлое к будущему, цикл статей, в сб.: «СМ», № 1 (Москва, 1943)
- «Евгений Онегин». Лирические сцены П. И. Чайковского: опыт интонационного анализа стиля и музыкальной драматургии (Москва, Ленинград, 1944)
- Николай Андреевич Римский-Корсаков: к столетию со дня рождения (Москва, Ленинград, 1944)
- Композиторы первой половины XIX века: русская классическая музыка (Москва, 1945)
- Восьмая симфония Д. Шостаковича, в сб.: Московская филармония (Москва, 1945)
- С. В. Рахманинов (Москва, 1945)
- «Чародейка». Опера П. И. Чайковского (Опыт раскрытия интонационного содержания) (Москва, 1947)
- Пути развития советской музыки, в сб.: Очерки советского музыкального творчества (Ленинград-Москва, 1947)
- Опера, в сб.: Очерки советского музыкального творчества (Ленинград-Москва, 1947)
- Симфония, в сб.: Очерки советского музыкального творчества (Ленинград-Москва, 1947)
- Глинка (Москва, 1947; Сталинская премия, переиздание — 1978)
- Потеря мелодии (Вопросы философии № 1 1948)
- Из моих бесед с Глазуновым, «Ежегодник Института истории искусств» (Москва, 1948)
- Слух Глинки, в сб.: М. И. Глинка (Ленинград-Москва, 1950)
- О себе, из кн.: Мысли и думы, «СМ», 1954, № 8 и 11
- Очерки об Армении (Москва, 1958)
- Мысли и думы [фрагменты к автобиографии], «СМ», 1959, № 8
- Речевая интонация (Москва, Ленинград, 1965) (изначально как часть неопубликованной коллективной Хрестоматии по сольфеджио — совместно с Рязановым, Тюлиным и Гинзбургом)
- Григ: исследование (Ленинград, 1948, переиздание — 1986)
- О русской живописи (Москва, Ленинград, 1966)
- Кризис западноевропейского музыкознания (Из прошлого советской музыкальной культуры 1975)

### Сборники
- Вопросы музыки в школе. Сб. статей под ред. И. Глебова, (Ленинград, 1926)
- Французская музыка и её современные представители, в сб.: «Шесть» [Мило. Онеггер. Орик. Пуленк. Дюрей. Тайефер], (Ленинград, 1926)
- Русский романс. Опыт интонационного анализа. Сб. статей под ред. Б. В. Асафьева (Москва, Ленинград, 1930)
- Избранные труды, т. 1-5 (Москва, 1952—1957)
- Избранные статьи о русской музыке, под ред. Н. Браудо (Москва, 1952)
- Избранные статьи о музыкальном просвещении и образовании, под ред. Е. М. Орловой (Ленинград, 1965)
- Критические статьи, очерки и рецензии, под ред. И. В. Белецкого (Москва, 1967)
- О музыке Чайковского: избранное (Ленинград, 1972)
- О балете: статьи, рецензии, воспоминания (Ленинград, 1974)
- Об опере: избранные статьи (Ленинград, 1976)
- О хоровом искусстве (Ленинград, 1980) (недоступная ссылка)
- О симфонической и камерной музыке: пояснения и приложения к программам симфонических и камерных концертов (Ленинград, 1981)
- О музыке XX века: пояснения и приложения к программам симфонических и камерных концертов (Ленинград, 1982)

## Память

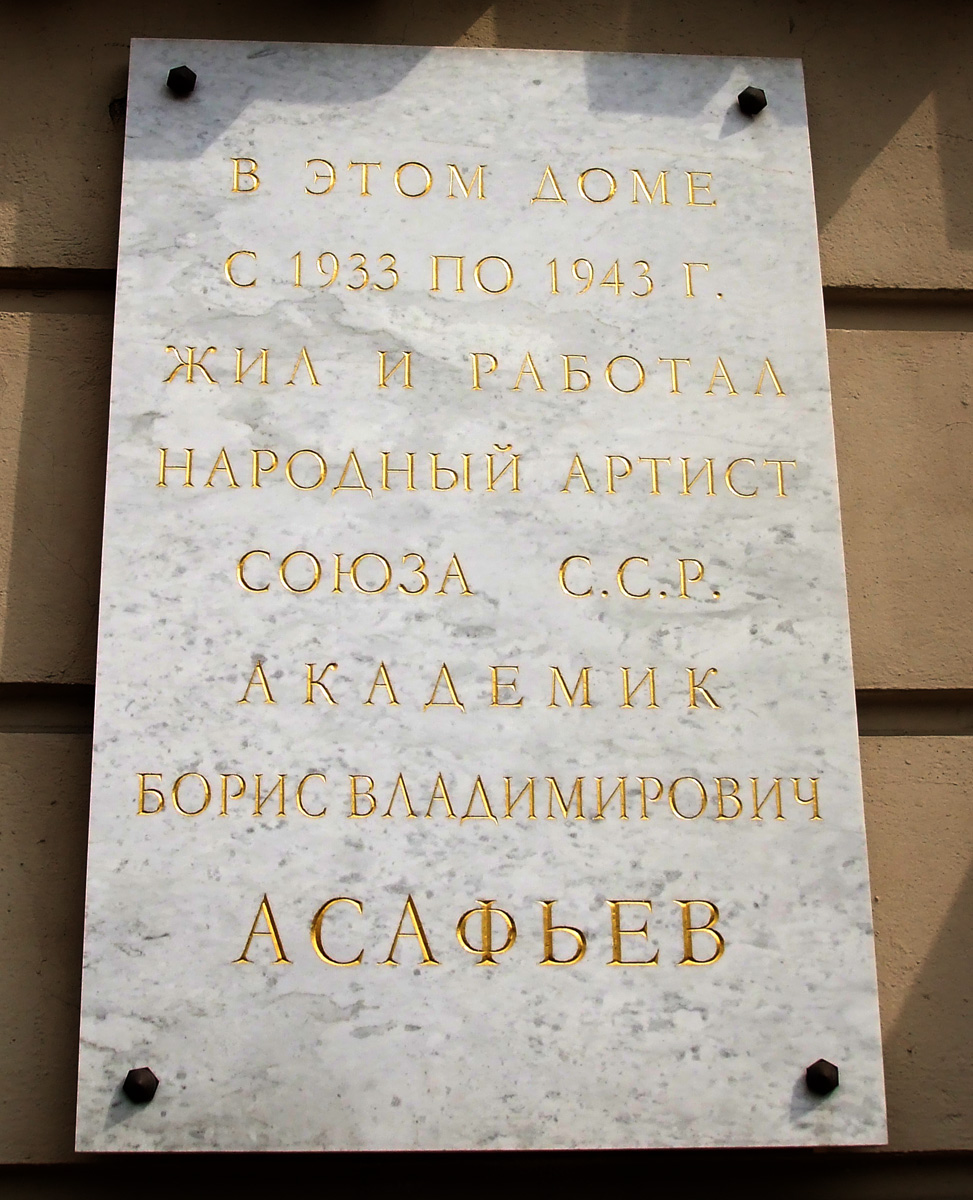
Мемориальная доска: пл. Труда, 6

- В честь композитора названа улица в Санкт-Петербурге.
- В Санкт-Петербурге, на площади Труда, дом № 6, где композитор жил в 1933—1943 годах, установлена мемориальная доска.
- В Москве имя Асафьева присвоено детской музыкальной школе[какой?].